# Glenoleon cahillensis
Glenoleon cahillensis is een insect uit de familie van de mierenleeuwen (Myrmeleontidae), die tot de orde netvleugeligen (Neuroptera) behoort. 
Glenoleon cahillensis is voor het eerst wetenschappelijk beschreven door New in 1985.